# Giải Palm Dog
Giải Palm Dog là một giải thưởng phụ thường niên do các nhà phê bình điện ảnh quốc tế trao tặng trong Liên hoan phim Cannes. Begun in 2001 by Toby Rose, được trao cho màn trình diễn xuất sắc nhất của chó (thật hoặc hoạt hình) hoặc của một đàn chó trong liên hoan. Giải gồm một chiếc vòng cổ bằng da cho chó có chữ "PALM DOG". Tên của giải này là một cách chơi chữ với giải Cành cọ vàng (Palm), giải thưởng cao quý nhất của liên hoan.
Lần đầu tiên được đưa tin vào tháng 6 năm 2002, giải Palm Dog được một số trang tin tức lớn khắp thế giới đưa tin, trong đó có Financial Times Deutschland, Sydney Morning Herald, The New York Times, BBC, The Los Angeles Times, và ABC News. Năm 2012 ban giám khảo bình chọn giải Palm Dog gồm nhà phê bình phim Kate Muir của báo The Times, Robbie Collin của báo The Daily Telegraph, Peter Bradshaw của báo The Guardian và Charles Gant của báo Heat Magazine.